# Société du Patrimoine des Mines du Niger
Die Société du Patrimoine des Mines du Niger (SOPAMIN) ist eine Aktiengesellschaft in Niger, über die der nigrische Staat seine Beteiligungen an mehreren Bergbau-Unternehmen abwickelt.

## Geschichte
Die SOPAMIN ist das Nachfolgeunternehmen des Office National des Ressources Minières (ONAREM). Der ONAREM wurde am 26. August 1976 unter Staatschef Seyni Kountché gegründet, um die Suche, Entwicklung und Ausbeutung aller Bodenschätze im Staatsgebiet zu fördern und die Beteiligung des Staates an Bergbau betreibenden Unternehmen zu gewährleisten. Anfang betraf dies den Uranbergbau in Arlit und Akouta, später kam noch die Ausbeutung anderer Bodenschätze wie Gold hinzu.
Staatspräsident Mamadou Tandja gründete die SOPAMIN durch eine Verordnung vom 17. August 2007, die durch eine weitere Verordnung von Staatschef Salou Djibo am 1. April 2010 modifiziert wurde.

## Unternehmensstruktur
Die SOPAMIN ist eine Société Anonyme mit Sitz in Niamey. Ihr Grundkapital beträgt 1 Milliarde CFA-Franc. Die 100.000 Aktien der SOPAMIN befinden sich im Besitz von drei Aktionären: 98 % hält der nigrische Staat, jeweils 1 % die Société Nigérienne du Charbon d’Anou Araren (SONICHAR) und die Compagnie Minière et Energétique du Niger (CMEN). Das oberste Exekutivorgan ist ein Verwaltungsrat mit elf Mitgliedern. In den Verwaltungsrat entsendet das Kabinett des Staatspräsidenten zwei Repräsentanten, das Bergbauministerium drei Repräsentanten sowie das Kabinett des Premierministers, das Finanzministerium, das Handelsministerium, das Außenministerium, SONICHAR und CMEN jeweils einen Repräsentanten. 2012 ernannte der Ministerrat Mahaman Moustapha Barké zum Generaldirektor der SOPAMIN. Ihm folgte 2013 Zada Mahamadou ihm Amt nach.

## Beteiligungen
| Unternehmen                                                        | Anteil  | Weitere Eigentümer (Anteil)                                                                                                   |
| ------------------------------------------------------------------ | ------- | --- |
| Société des Mines de l’Aïr (SOMAÏR)                                | 36,6 %  | Areva (37,48 %), Compagnie Française de Mines et Métaux (25,92 %)                                                             |
| Compagnie Minière d’Akouta (COMINAK)                               | 31 %    | Areva (34 %), OURD (25 %), ENUSA (10 %)                                                                                       |
| Imouraren S. A.                                                    | 33,35 % | Areva (43,95 %), Électricité de France (12,7 %), Korea Electric Power Corporation (10 %)                                      |
| Société des Mines d’Azelik (SOMINA)                                | 33 %    | China Nuclear International Uranium Corporation (37,2 %), ZXJOY (24,8 %), Sarisbury (5 %)                                     |
| Société des Mines du Liptako (SML)                                 | 20 %    | Semafo (80 %) |
| Compagnie Nationale de Transport des Produits Stratégiques (CNTPS) | 55 %    | SONIDEP (30 %), SONICHAR (15 %)                                                                                               |
| Société Nationale des Charbons de l’Azawak (SNCA)                  | 4,75 %  | Republik Niger (38,45 %), Semafo (3,48 %), SONIDEP (4,75 %), NIGELEC (15,82 %), SONICHAR (4,75 %), nigrische Private (1,11 %) |
| Société Nouvelle Cimenterie de Kao                                 | 54 %    | CIMKAO (20 %), nigrische Private (26 %)                                                                                       |